# NSC Watzenborn-Steinberg
Der Neue Sportclub (NSC) Watzenborn Steinberg e. V. ist ein Tischtennisverein aus dem Pohlheimer Ortsteil Watzenborn-Steinberg in Mittelhessen.
Gegründet wurde der Verein 1961. Die erste Damenmannschaft spielte ab der Saison 2012/2013 in der Damen-Bundesliga. Zuvor hatte die Mannschaft seit 2000/2001 in der 2. Bundesliga Damen gespielt. Zum Ende der Saison 2014/15 löste sich die Mannschaft auf, und der Verein meldete seither keine Mannschaft mehr in der Bundesliga an.
Es existieren noch Herren-, Damen-, Jugend- und Schülermannschaften. Die Jugendarbeit hat regional eine große Bekanntheit und wurde 2008 mit dem Grünen Band für vorbildliche Talentförderung im Verein ausgezeichnet.